# Омаја (часопис)
Омаја је часопис из области српске фолклорне фантастике. Поднаслов часописа гласи „приче тајанства и маште“, а покренуо га је књижевник Миланче Марковић.

## Концепт
Часопис је у потпуности посвећен фантастици. Објављује приче разних аутора, како савремених, тако и оних с краја XIX и почетка XX века, међу којима су и страни аутори попут Мопасана. Према писању часописа „HELLYCHERRY“, „Омаја“ се издваја по квалитету у односу на часописе сличног концепта.

## Први број
Први број је изашао 2007. године и према писању часописа „Астрономија“, настанак „Омаје“ је „историјски догађај“. Овај часопис наводи и да је у креирању „Омаје“ учествовало десеторо људи, а да је аутора у првом броју било 39. Прво издање је најављено и у оквиру пројекта Растко.

## Презентације
Часопис је представљен на сајму књига у Београду, од 20. до 26. октобра 2008. на штанду издавачке куће „Тардис“. Већ пар година у Дому омладине у Београду у оквиру трибине Друштва љубитеља фантастике „Лазар Комарчић“, гостују уредници овог часописа и представљају актуелна издања. Промоција часописа је била предвиђена и у кући Ђуре Јакшића 2008, али је из техничких разлога одложена.